# Чорна Гора (зупинний пункт)
Чо́рна Гора́ — пасажирський залізничний зупинний пункт Ужгородської дирекції Львівської залізниці.
Розташований на східній околиці міста Виноградів (поблизу Будинку-інтернату для недієздатних та літніх людей), Виноградівський район Закарпатської області на лінії Батьово — Солотвино І між станціями Виноградів-Закарпатський (4 км), Королево (5 км) та Чорнотисів (15 км).
Станом на серпень 2019 року щодня п'ять пар дизель-потягів прямують за напрямком Батьово — Королево/Солотвино I.